# Сели-Лонгшан, Мишель-Эдмонд
Барон Мишель-Эдмонд де Сели-Лонгшан (Michel Edmond de Sélys-Longchamps; 1813—1900) — бельгийский политик и энтомолог. Многочисленные научные труды его относятся к образу жизни, фаунистике и систематике млекопитающих, птиц и членистоногих Европы и в особенности Бельгии. Наибольшее значение Сели-Лонгшана как энтомолога проявляется в его классических работах по систематике мировой фауны стрекоз, основы современной классификации которых в значительной мере заложены в его публикациях.

## Биография
Был представителем бельгийского аристократического семейства. Его отец Мишель Лоран де Сели-Лонгшан в 1802—1809 годах был депутатом законодательного собрания в Париже. С 1809 года жил в своем имении Лоншан в округе Варем. В 1830 году он стал членом комитета по созданию независимой Бельгии.
С рождения Мишель-Эдмонд жил в Париже с бабушкой. Он получил преимущественно домашнее образование. В 1938 году женился на Софи Омалиус д’Аллуа, которая была дочерью бельгийского геолога Жан Батиста Омалиус д’Аллуа. В 1867 Сели-Лонгшан получил от короля Леопольда II титул барона. В 1879 году был избран вице-президентом Сената Бельгии, а с 1880 по 1884 годы был назначен президентом Сената. Умер 11 декабря 1900 года в Льеже.

## Научные достижения
Основатель одонатологии — раздела энтомологии, изучающего стрекоз. Сели-Лонгшан активно покупал насекомых у разных коллекционеров, в том числе он купил коллекции Ханса Фрусторфера, Отто Штаудингера, Генри Бейтса и Альфреда Уоллеса. Описал около 700 видов и 134 родов стрекоз. К 1905 году коллекция стрекоз Сели-Лонгшан содержала 1854 из 2100 видов известных в то время.